# Condado de Osorno
El condado de Osorno es un título nobiliario español de carácter hereditario que fue concedido el 31 de agosto de 1445 por Juan II de Castilla a Gabriel Fernández Manrique, i duque de Galisteo (1451), hijo de Garci Fernández Manrique, i conde de Castañeda. El título goza de la grandeza de España desde 1905.
Con la muerte sin sucesión en 1669 de Ana Apolonia Manrique de Luna, viii condesa, el título recayó en la Casa de Alba, que sigue ostentando dicha dignidad en la actualidad. 
Su denominación hace referencia al municipio de Osorno la Mayor, en la provincia de Palencia, en Castilla y León.

## Lista de condes de Osorno
- Gabriel Fernández Manrique (ca. 1412-31 de marzo de 1482), i conde de Osorno y i duque de Galisteo, hijo segundo de Garci Fernández Manrique y de Aldonza de Castilla, señora de Aguilar,[3] hija de Juan Téllez de Castilla y de Leonor Lasso de la Vega.

Se casó en primeras nupcias con Mencía López Dávalos, hija de Ruy López Dávalos, conde de Ribadeo y condestable de Castilla, y su segunda esposa, Elvira de Guevara, hija de Beltrán de Guevara, señor de Oñate, y Mencía de Ayala. Este matrimonio fue anulado en 1451 a petición de Mencía.
Contrajo un segundo matrimonio en 1452 con Aldonza López de Vivero, hija mayor de Alonso Pérez de Vivero y de Inés de Guzmán. Le sucedió el hijo primogénito del segundo matrimonio.
- Pedro Fernández Manrique y Vivero (m. Osorno, 29 de octubre de 1515), ii conde de Osorno y comendador mayor de Castilla en la Orden de Santiago.[1][6]

Contrajo dos matrimonios: el primero en 1482 con Teresa Álvarez de Toledo y Enríquez, hija del i duque de Alba, con la que tuvo siete hijos.
Después de enviudar, se casó en 1487 con María de Cabrera y Bobadilla, hija del i marqués de Moya, de la que tuvo otro hijo.  Le sucedió su hijo del primer matrimonio.
- García Fernández Manrique (m. Madrid, 28 de enero de 1546[9]), iii conde de Osorno, asistente y capitán general de Sevilla y presidente del Consejo de Indias.[1]

Contrajo  un primer matrimonio alrededor de 1503 con Juana Enríquez (m. octubre de 1503), señora de la Vega de Rui Ponce, hija de Francisco Enríquez de Quiñones y Elvira Manrique. Juana falleció quince días después de su llegada a Osorno.
Después, se casó en segundas nupcias con Juana de Cabrera y Bobadilla, que falleció poco después de su boda, hija del i marqués de Moya, hermana de su madrastra, la segunda esposa de su padre.
Se casó en terceras nupcias con María de Luna y Bobadilla (m. 27 de enero de 1549), hija de Álvaro de Luna y Ayala y de Isabel de Bobadilla y Maldonado, señores de Fuentidueña. Le sucedió su hijo del tercer matrimonio.
- Pedro Fernández Manrique y Luna (m. 21 de agosto de 1569), iv conde de Osorno,[1] primer tesorero general de las Casa de Moneda de México y de la de Santo Domingo —merced del rey Carlos V «en reconocimiento y memoria de los servicios prestados por su padre don Garci como presidente del Consejo de Indias»—[12] y caballero de la Orden de Santiago.[13]

Casado con en primeras nupcias en 1529 con Elvira Enríquez de Córdoba (m. 21 de septiembre de 1539), hija de  Pedro Fernández de Córdoba y Pacheco,i marqués de Priego, y Elvira Enríquez de Luna.
Contrajo un segundo matrimonio en 1539 con María de Velasco (m. después de 1590), hija de Bernardino Fernández de Velasco y Mendoza, iii conde de Haro, i duque de Frías y condestable de Castilla. Le sucedió su hijo del primer matrimonio.
- García Fernández Manrique y Córdoba (m. 1 de enero de 1587), v conde de Osorno.[1][16]

Casado en 1553 con Teresa Enríquez de Guzmán, hija del iii conde de Alba de Liste y sobrina de Fernando Álvarez de Toledo y Pimentel,III conde de Alba de Tormes. Le sucedió su hijo.
- Pedro Fernández Manrique y Enríquez (m. 1 de abril de 1589), vi conde de Osorno.[17][1]

Se casó en 1584 con Catalina Zapata de Mendoza, hija del i conde de Barajas y dama de las infantas hijas del rey Felipe II. Después de enviudar, Catalina se casó con su tío Pedro Zapata de Cárdenas. Le sucedió su hijo.
- García Manrique y Zapata (ca. 1586-9 de octubre de 1635), vii conde de Osorno, duque de Galisteo, señor de Villasirga, Villovieco, San Marín del Monte, Baños, etc., alguacil mayor perpetuo de la Real Audiencia y Chancillería de Valladolid, y Guardia Mayor de la Inquisición en Valladolid. Se crio y educó en la casa de su abuelo, el conde de Barajas.[19]

Contrajo matrimonio alrededor de 1616 con Ana Manrique de la Cerda (m. 17 de octubre de 1652), hija de Bernardo Manrique de Lara y Antonia de la Cerda y Aragón, v marqués de Aguilar de Campoo. El único hijo de este matrimonio, Antonio Manrique, falleció a solo un día de nacer, y con la muerte de García en 1635, «se abrió el problema sucesorio, que desembocaría primero en la ruptura de la unión existente entre el condado de Osorno y el ducado de Galisteo; luego, en su absorción por otros linajes, cuya pujanza harán caer en el olvido la antes muy notable Casa de Osorno». Le sucedió su sobrina.
- Ana Apolonia Manrique de Luna (m. Madrid, 21 de marzo de 1669),[2] viii condesa de Osorno,[1] v condesa de Morata de Jalón desde 1642,[2] ix señora y viii duquesa de Galisteo (de jure),[2] xvi señora de la baronía de Gotor, xv señora de la baronía de Illueca, señora de la baronía de Valtorres y III marquesa de Vilueña.[2] Fue la única hija que sobrevivió del conde Antonio María de Luna, tío del vii conde de Osorno.[22]  Vendió los señoríos de Vilueña y Valtorres y Vilueña a su primo, Pedro Pablo Ximénez de Urrea, VI conde de Aranda y I duque de Híjar.[23]  Enajenó también, con autorización real en 1665,[24]  sin la grandeza de Aragón, las baronías de Gotor e Illueca a Francisco Sanz de Cortés y Borao, i marqués de Villaverde.[24]

Se casó en 1627 con Baltasar Barroso de Ribera, iii marqués de Malpica y I conde de Navalmoral Sin descendencia, le sucedió su sobrino:
- Antonio Álvarez de Toledo y Enríquez de Ribera (m. 11 de junio de 1690), ix conde de Osorno vii duque de Alba.[1]

La lista continúa con los sucesivos duques de Alba. El xxii y actual conde de Osorno desde 2016 es Carlos Fitz-James-Stuart y Solís.